# Caramel
Caramel är en libanesisk dramakomedifilm från 2007 med manus och regi av Nadine Labaki, som även spelar huvudrollen som Layale. Den handlar om fem libanesiska kvinnor som hanterar olika situationer såväl som traditionella plikter, förbjuden kärlek, och plikt respektive behov. Filmen är unik på så vis att den inte speglar krigshändelsernas Beirut utan framställer staden som en varm miljö där människor hanterar alldagliga problem. 

### Webbkällor
- Caramel på Internet Movie Database (engelska)
- Caramel på Svensk Filmdatabas
- Bayoumy, Yara (3 september 2007). ”Lebanese movie "Caramel" talks women, not war”. Reuters. https://uk.reuters.com/article/lebanon-film-caramel/lebanese-movie-caramel-talks-women-not-war-idUKNOA32924920070903. Läst 8 mars 2019.
- Eriksson, Karoline (3 mars 2008). ”Libanon sett från en frisersalong”. Svenska Dagbladet. https://www.svd.se/libanon-sett-fran-en-frisersalong. Läst 8 mars 2019.

1. 1 2 3  läs online, Internet Movie Database , läst: 11 april 2016.[källa från Wikidata]
2. 1 2  läs online, www.metacritic.com , läst: 11 april 2016.[källa från Wikidata]
3. ↑  läs online, www.allocine.fr , läst: 11 april 2016.[källa från Wikidata]
4. ↑  läs online, www.bbfc.co.uk , läst: 11 april 2016.[källa från Wikidata]
5. ↑  läs online, www.kinokalender.com , läst: 24 november 2017.[källa från Wikidata]